# Vaastrommel
Vaastrommels zijn enkelvellige trommels die veel gebruikt worden in Zuid- en Oost-Europa, Azië en Afrika.
Vaastrommels hebben een zandlopervorm en kunnen gemaakt zijn van velerlei materialen: metaal, aardewerk en hout.
Deze trommels worden doorgaans met de vingers bespeeld, terwijl ze onder de arm of over een been worden gehouden, terwijl de trommelspeler zit. Wanneer de trommels staande worden bespeeld, hangen ze met behulp van een koord aan het lichaam.
- Egypte/Tunesië: darboeka (aardewerk)
- Turkije: darboeka (koper/aluminium)
- Bulgarije: taramboeka (koper)
- India: tombak
- Afrika: djembe (hout)

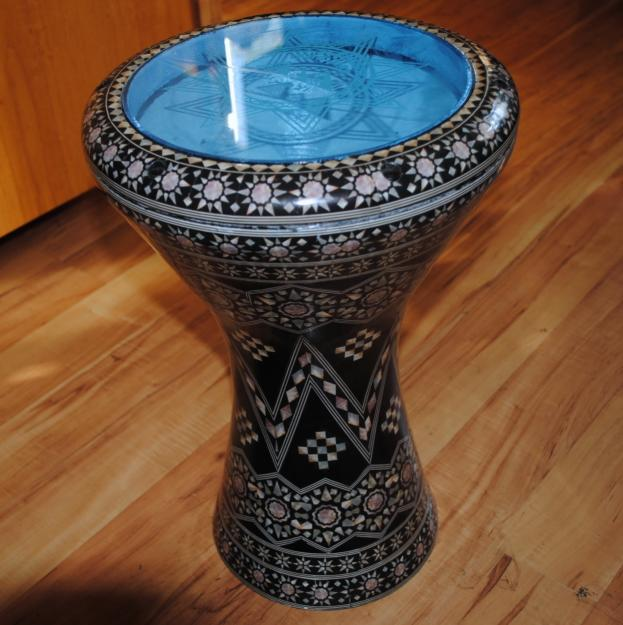
Darboeka
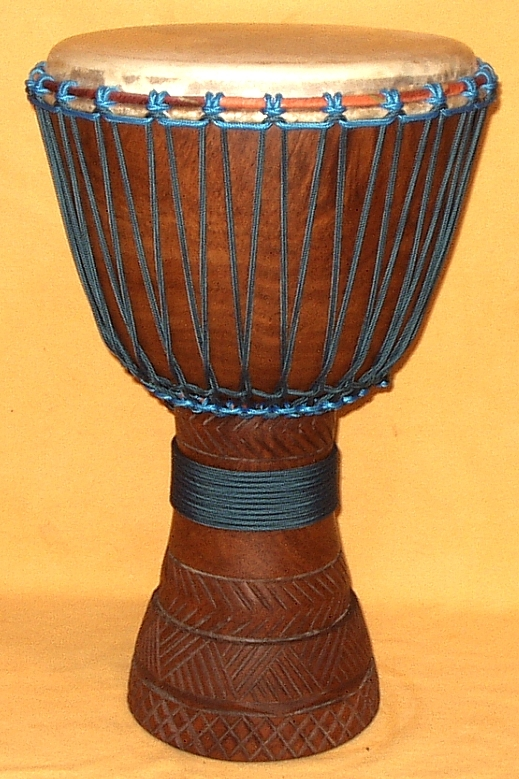
Djembé van Lenké-hout
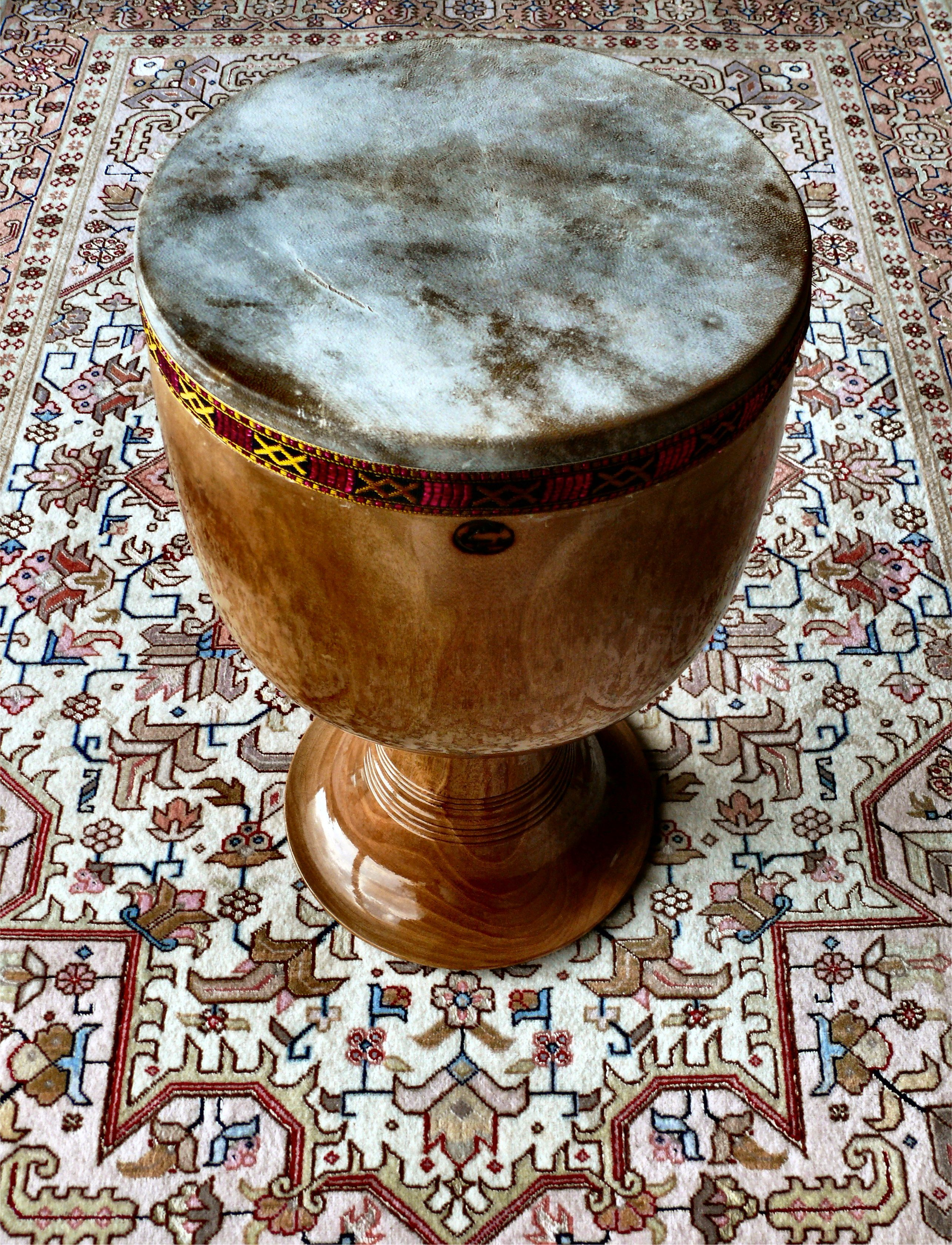
Tombak
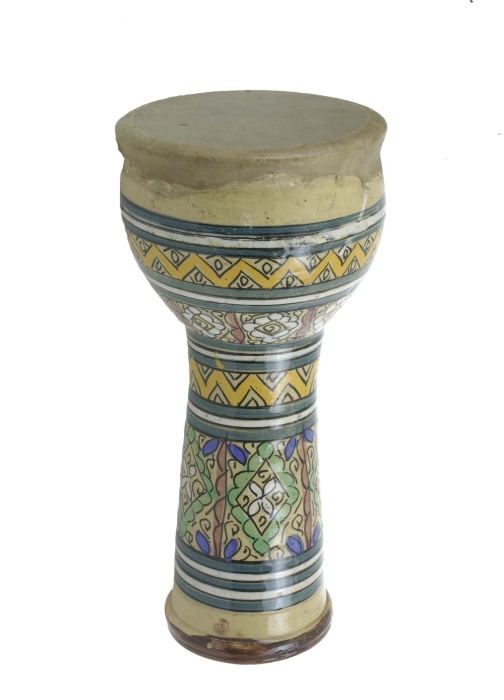
Marokkaanse bekertrom